# Cissus anisophylla
Cissus anisophylla är en vinväxtart som beskrevs av J. A. Lombardi. Cissus anisophylla ingår i släktet Cissus och familjen vinväxter. Inga underarter finns listade i Catalogue of Life.